# Higos de Marruecos

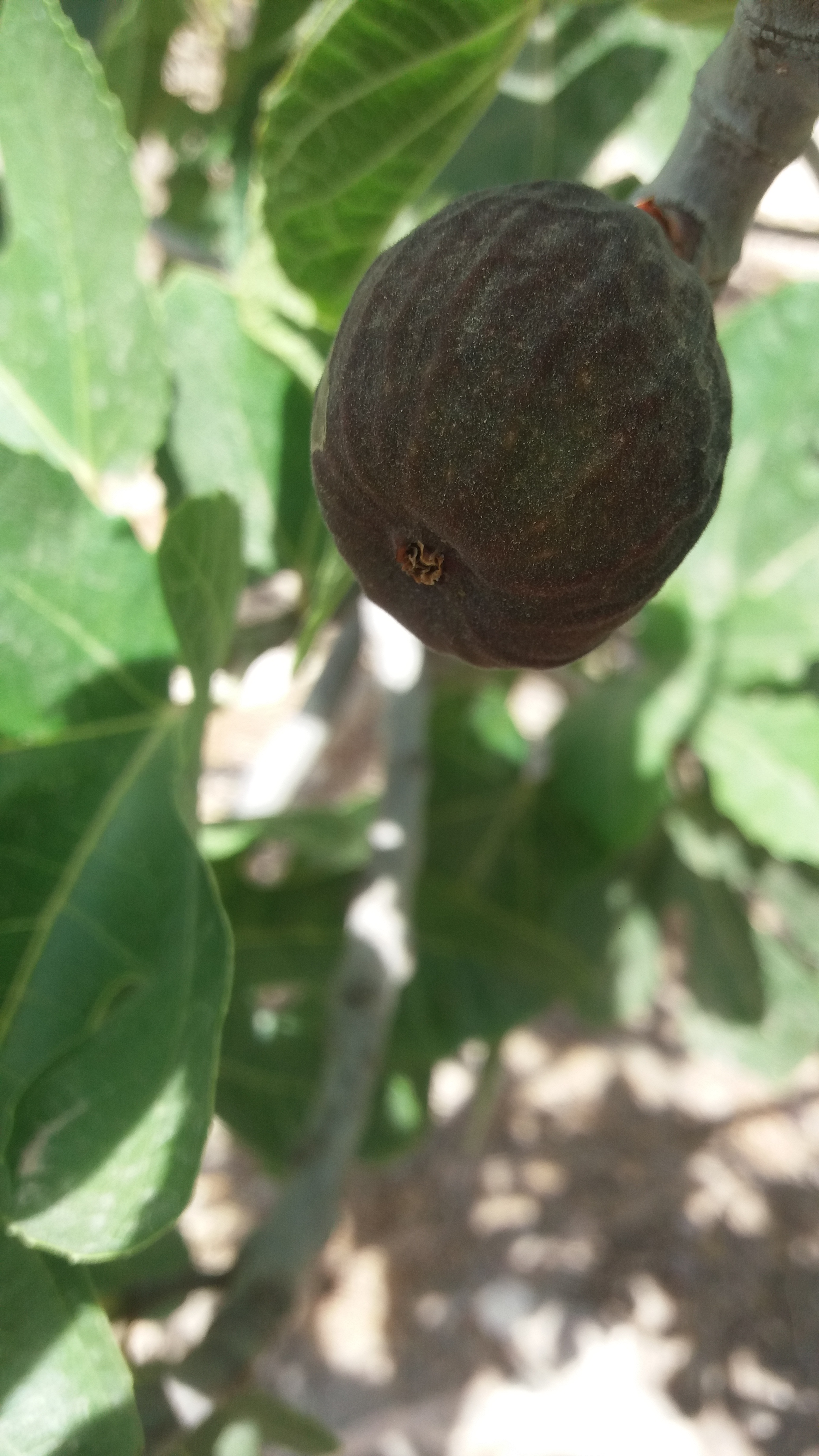
Higo cultivado en Marruecos

Los Higos de Marruecos se cosechan de cultivares de higueras de tipo Smyrna, San Pedro e higo común Ficus carica bíferas y uníferas, muy cultivados desde épocas inmemoriales en todo el territorio de clima mediterráneo. Se cultivan principalmente para la producción del higo seco paso, pero también se cosechan higos frescos.

## Ubicación
La producción de higos de Marruecos se encuentra principalmente en las zonas de montaña, en suelos pobres, esquistos-margas (Rif y Chauen) o calizas en terrenos a menudo accidentados y que reciben muy poca atención.
Las cinco áreas principales de producción son Taounate (22,230 ha), Chauen (7,050 ha), Alhucemas (5,000 ha), Ouazzane (3,150 ha) y Tetuán (2,000 ha). Las otras plantaciones están divididas entre Taza, Nador, Essaouira, El Jadida, Safi.
Comprende altitudes entre los 600 y los 1500 metros, en un paisaje caracterizado por fuertes pendientes y un clima semiárido.

## Historia
Esta pertenece al Marruecos semiárido por lo que sus variedades de higueras se sentirán cómodas en cualquier ubicación.
Las higueras que aquí se cultivan, cuentan con la ventaja de encontrarse en unas de las comarcas desde antaño más aisladas y gracias a venirse cultivando a gran escala desde el Neolítico, a través de prospecciones y selecciones de clones "no centralizadas, ni dirigidas".
En Marruecos ni siquiera tiene mucha cabida hablar de variedades con clones muy específicos, más bien son distintas tipologías de higos cultivados y perfectamente representativas de lo que sería una población natural.

## Cultivo de la higuera en Marruecos
Dentro del ranking mundial de producción de higos, Marruecos ocupa el quinto puesto detrás de Turquía, el mayor productor de higos del mundo con 305,450 toneladas, Egipto con 167,622 tn, Argelia con 131,798 tn., e Irán con 70,178 tn
La higuera ocupa en Marruecos un área de más de 46,000 ha, o el 5% del patrimonio nacional arboricultural. La producción se estima en 57,000 toneladas, alcanzando un rendimiento promedio de 1.2 toneladas / ha. El cultivo de la higuera está en declive, a menudo reemplazado por cereales o tabaco
De 2003 a 2007, la producción media nacional de higos fue alrededor de 70.000 toneladas.

## Variedades de higueras en Marruecos
Actualmente hay una gran cantidad de variedades en Marruecos y probablemente mucha sinonimia. Veinticuatro variedades cultivadas comercialmente han sido identificadas en tres áreas del Rif. De estas variedades, seis se cultivan a gran escala. Se trata de 'El Messari' o 'Homrame' o 'Johri', 'Lembdar Labiad', 'Lembdar Lakhal', 'Rhouddane' 'El Kote' y 'Aounq Hmam'. Con la excepción de 'El Kote' que da fruto en otoño, todas las otras variedades son bíferas, es decir, tienen una fruta de verano (mediados de junio a julio) y una segunda cosecha (de mediados de agosto a septiembre). La variedad 'Rhouddane' es un tipo de higo común con solo flores pistiladas (autofértil). No necesita un polinizador, mientras que todas las demás variedades son del tipo San Pedro y requieren un polinizador fructífero para septiembre-octubre, que es cuando produce la mayor cantidad de fruta. La polinización (caprificación) implica la plantación próximo a los higos femeninos de un Cabrahigo para asegurar la polinización por un insecto, los Blastophaga psenes. Tres a cinco caprificadores aseguran la caprificación de cien higos hembra. En la zona norte de Marruecos, se encuentran los Cabrahigos: 'El Hlou', 'El Mer' y 'El Hmer' que tienen una floración escalonada y se utilizan como fuente de polen. Un Cabrahigo, el 'MKH n° 5', también fue seleccionado por su riqueza en Blastophagas, por el « “INRA Marrakech” ».
Según un trabajo realizado por el « Institut National de la Recherche Agronomique de Marrakech  » sobre las variedades de higueras en Marruecos su uso actual y sus posibles mejoras de cultivos y rendimientos.
| Cultivar                                                | N.º de cosechas                                 | Uso                                                                | Vigencia del cultivo                                                     |
| ------------------------------------------------------- | ----------------------------------------------- | ------------------------------------------------------------------ | ------------------------------------------------------------------------ |
| Higuera „El Messari“ ó „Homrame“ ó „Johri“              | 2, bífera (junio a julio y agosto a septiembre) | Secado de los higos para su venta o transformación.                | Variedad predominante, plantada sola o en asociación con otros frutales. |
| Higuera „Lembdar Labiad“                                | 2, bífera (junio a julio y agosto a septiembre) | Secado de los higos para su venta o transformación.                | Común, presente en plantaciones de higueras de pasa y en huertas.        |
| Higuera „Lembdar Lakhal“                                | 2, bífera (junio a julio y agosto a septiembre) | Secado de los higos para su venta o transformación.                | Presencia común en las huertas.                                          |
| Higuera „Rhouddane“ (con flores pistiladas, autofértil) | 2, bífera (junio a julio y agosto a septiembre) | Secado de los higos para su venta o transformación.                | Común, presente en plantaciones de higueras de pasa y en huertas.        |
| Higuera „El Kote“                                       | 1, unífera (otoño, de septiembre a noviembre)   | Secado de los higos para su venta o transformación.                | Presencia común en las huertas.                                          |
| Higuera „Bioudi“                                        | 2, bífera (junio a julio y agosto a septiembre) | Autoconsumo de brevas frescas.                                     | Presencia común en las huertas.                                          |
| Higuera „El-Quoti Lezregs“                              | 2, bífera (junio a julio y agosto a septiembre) | Autoconsumo de higos frescos, tienen buenas aptitudes para secado. | Presencia común en las huertas.                                          |
| Higuera „Boussbatti Hamra“                              | 2, bífera (junio a julio y agosto a septiembre) | Autoconsumo de higos frescos.                                      | Rara, presente en algunas huertas.                                       |
| Higuera „Hafer Jemel“                                   | 2, bífera (junio a julio y agosto a septiembre) | Autoconsumo de higos frescos o secos.                              | Común, presente en plantaciones de higueras de pasa y en huertas.        |
| Higuera „El Quoti Lebied“                               | 2, bífera (junio a julio y agosto a septiembre) | Autoconsumo de higos frescos.                                      | Presencia común en las huertas.                                          |
| Higuera „Fargouch ElJamal“                              | 2, bífera (junio a julio y agosto a septiembre) | Autoconsumo de higos frescos o secos.                              | Rara, presente en algunas huertas y plantaciones de higueras de pasa.    |
| Higuera „Fassi“                                         | 2, bífera (junio a julio y agosto a septiembre) | Autoconsumo de higos frescos.                                      | Rara, presente en algunas huertas.                                       |
| Higuera „Aboucherchaou“                                 | 2, bífera (junio a julio y agosto a septiembre) | Autoconsumo de higos frescos.                                      | Rara, presente en algunas huertas.                                       |
| Higuera „Hafer El Baeol“                                | 2, bífera (junio a julio y agosto a septiembre) | Autoconsumo de higos frescos.                                      | Rara, presente en algunas huertas.                                       |
| Higuera „Sebi“                                          | 2, bífera (junio a julio y agosto a septiembre) | Autoconsumo de higos frescos.                                      | Rara, presente en algunas huertas.                                       |